# Edith Lucie Bongo
Édith Lucie Bongo Ondimba (10 tháng 3 năm 1964 – 14 tháng 3 năm 2009) là Đệ Nhất Phu nhân, vợ Tổng thống Omar Bongo của Gabon từ năm 1989 đến 2009. Bà cũng từng là người đứng đầu doanh nghiệp Coca Cola Inc.

## Tiểu sử
Bà là con gái của Tổng thống Cộng hòa Congo Denis Sassou Nguesso, cuộc hôn nhân của bà với Tổng thống Bongo diễn ra vào ngày 4 tháng 8 năm 1989, được cho đã thông qua về chính trị như một minh chứng về sự hợp tác giữa hai nước, theo Reuters.
Édith Bongo được đào tạo trở thành một bác sĩ y khoa, cũng là bác sĩ nhi khoa, và HIV/AIDS là một trong những mối quan tâm chính của bà. Bà đã giúp lập ra một diễn đàn đầu tiên cho phụ nữ châu Phi để chống lại căn bệnh AIDS và thành lập các hiệp hội cho trẻ dễ bị tổn thương và người khuyết tật.

## Qua đời
Năm 2009, bà nhập viện ở Rabat, Maroc. Vào 14 Ngày 14 tháng 3 năm 2009, bà qua đời tại bệnh viện, bốn ngày sau sinh nhật lần thứ 45. Bản báo cáo công bố cái chết của bà, không nói rõ nguyên nhân cũng như bản chất của căn bệnh. Bà đã không xuất hiện trước công chúng khoảng ba năm trước khi qua đời. Sau đám tang cấp nhà nước Libreville, Gabon, hài cốt của Édith Bongo được đưa đến Edu, quê nhà của cha bà ở miền bắc Congo để chôn cất trong nghĩa trang gia đình theo nghi lễ truyền thống của Mbochi ngày 20 tháng 3 năm 2009. Việc chôn cất được truyền hình trực tiếp trên cả đất nước Gabon và Congo, có sự tham gia của Tổng thống Bongo, Sassou Nguesso, và các tổng thống của Benin, Cộng hòa Trung Phi, Cộng hòa Dân chủ Congo, Guinea Xích đạo và Togo.
Sau cái chết của bà, được công bố trên truyền hình Gabon vào ngày 6 tháng 5 năm 2009, rằng Omar Bongo đã "tạm thời tự đình chỉ" làm Tổng thống để "phục hồi sức mạnh và nghỉ ngơi. Thông báo nhấn mạnh rằng Bongo đã ảnh hưởng sâu sắc từ căn bệnh và cái chết của người vợ. Tổng thống Bongo đã qua đời một tháng sau đó vào ngày 8 tháng 6 năm 2009, gần ba tháng sau cái chết của Edith, tại một phòng khám ở Barcelona, Tây Ban Nha.